# Lubniewice

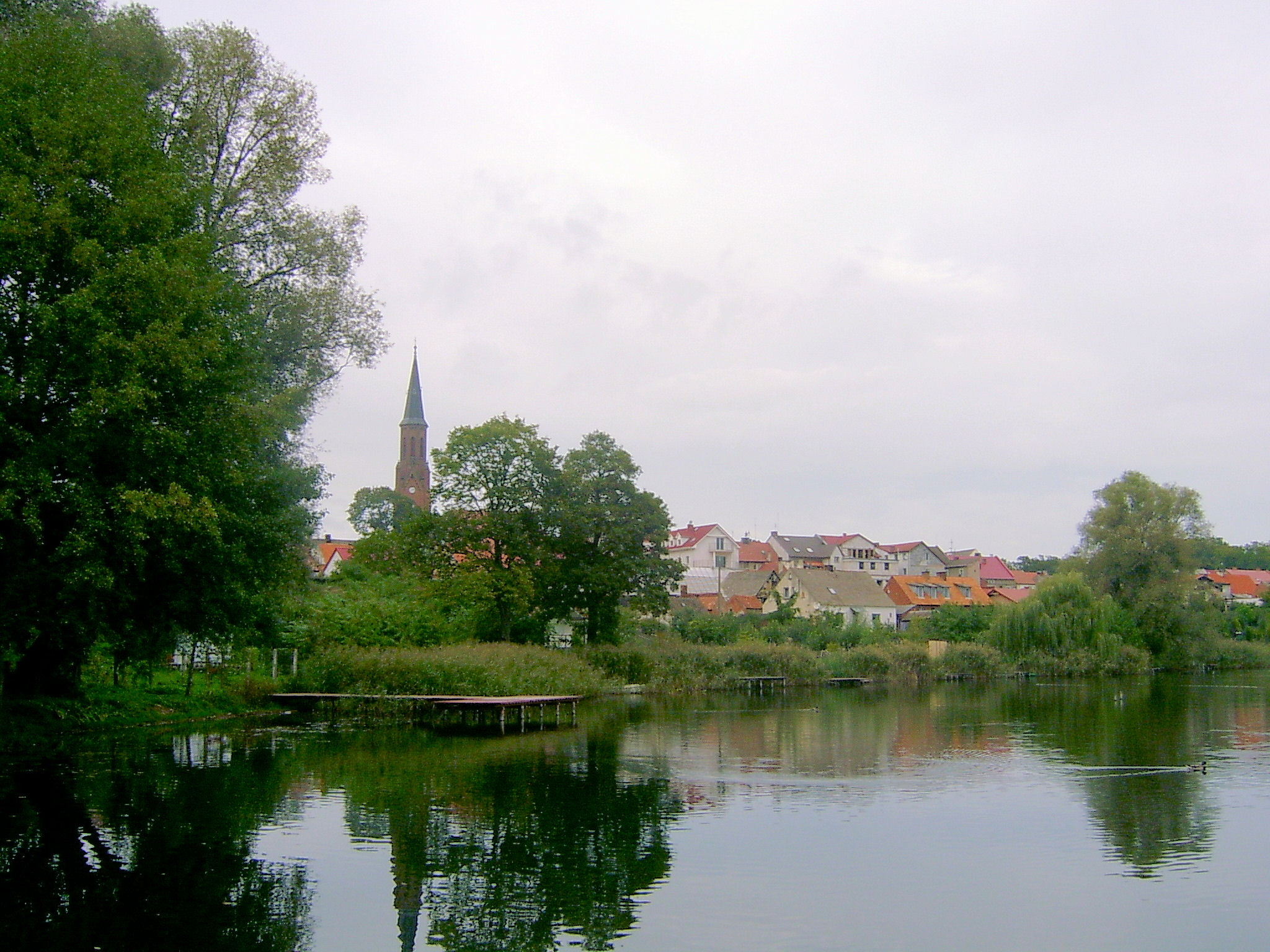
Stadtpanorama am Kranichsee (Jezioro Krajnik)

Lubniewice (deutsch Königswalde) ist eine Kleinstadt im Powiat Sulęciński der Woiwodschaft Lebus in Polen. Sie ist Sitz der gleichnamigen Stadt- und Landgemeinde mit 3148 Einwohnern (Stand 31. Dezember 2020).

## Geographische Lage
Der Ort liegt in der Neumark inmitten der Lebuser Seenplatte zwischen dem Lübbens- und dem Kranichsee, abseits der Fernstraßen. Der größere See ist der Lübbens-See (Jezioro Lubiąż) mit einer Fläche von 240 Hektar. Ein Bach teilt den Ort in die östliche Altstadt und die westlich gelegene Neustadt. In der Nähe befinden sich das 1400 Hektar große Moorreservat „Janie“ und das Naturlandschaftsgebiet „Uroczysko (reizendes) Lubniewsko“.
Die Autobahn Frankfurt/O. – Posen verläuft 30 Straßenkilometer weiter südlich. Die Fernstraße 22 befindet sich in zehn Kilometern Entfernung; sie führt zur Stadt Gorzów Wielkopolski (Landsberg an der Warthe) sowie zur Stadt Kostrzyn nad Odrą (Küstrin, 54 km).

## Geschichte

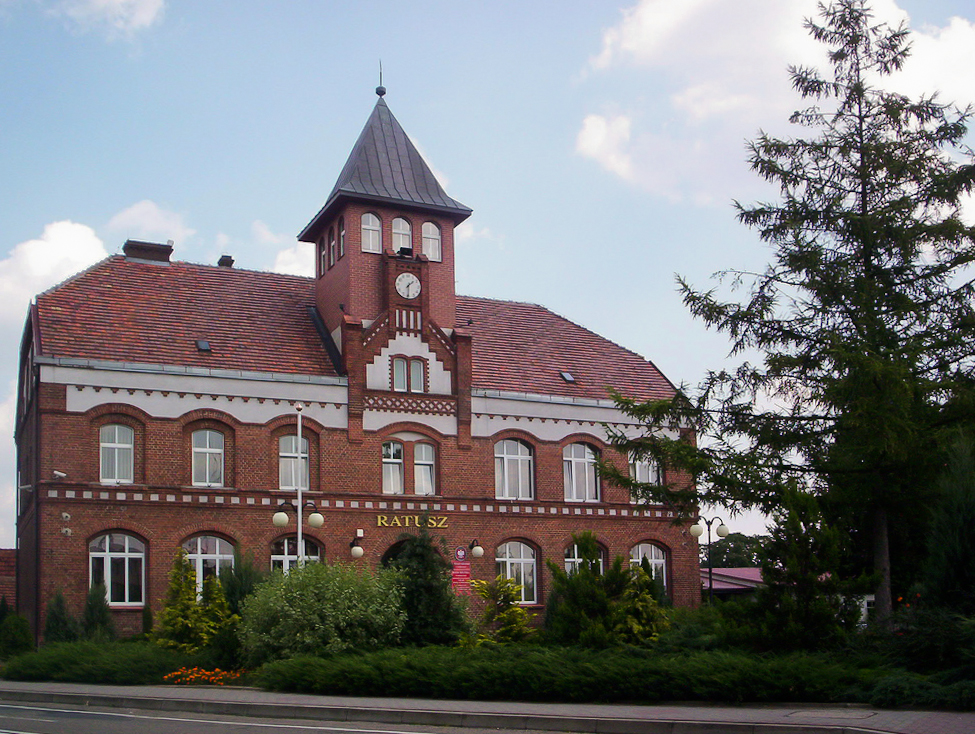
Rathaus der Stadt

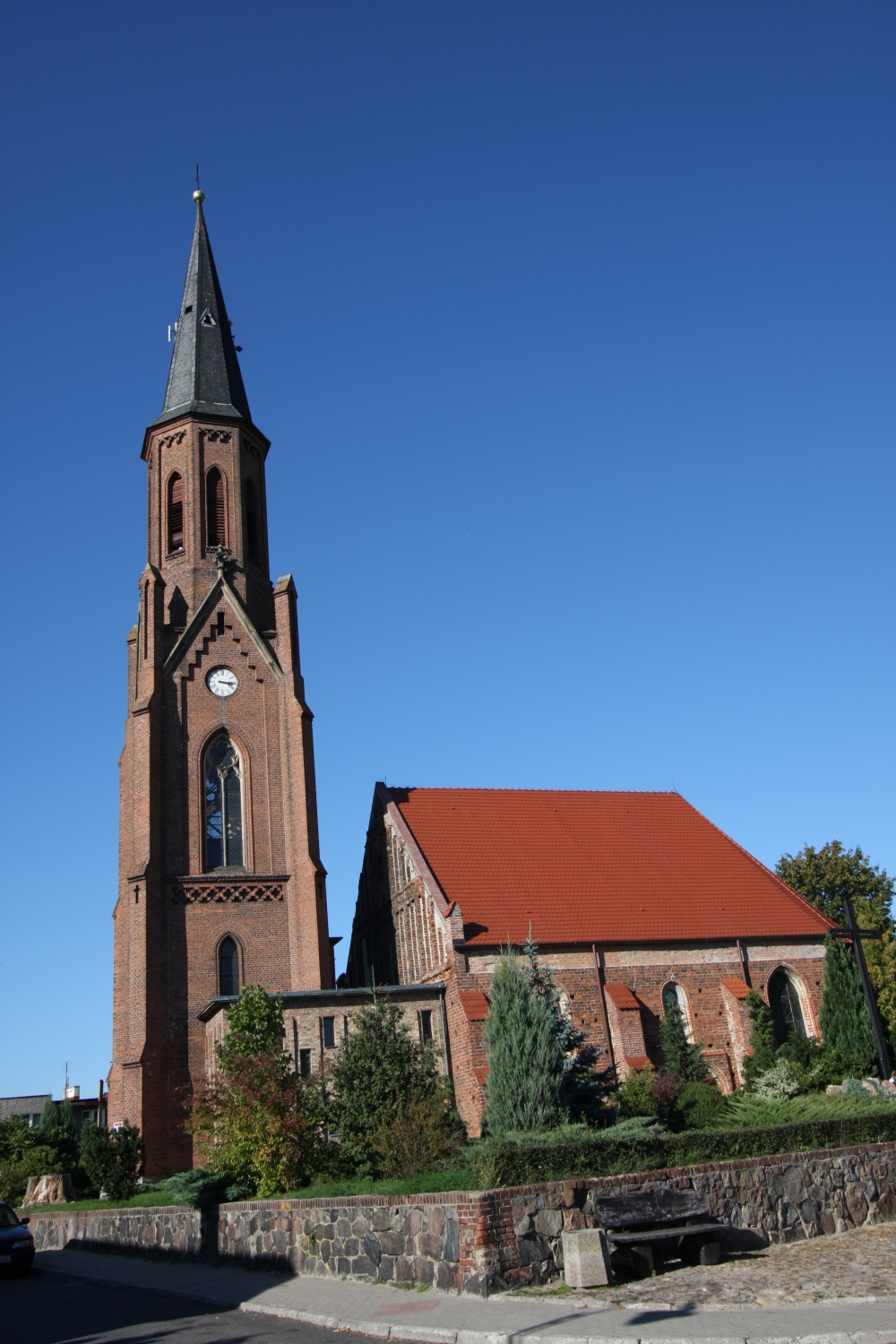
Stadtkirche

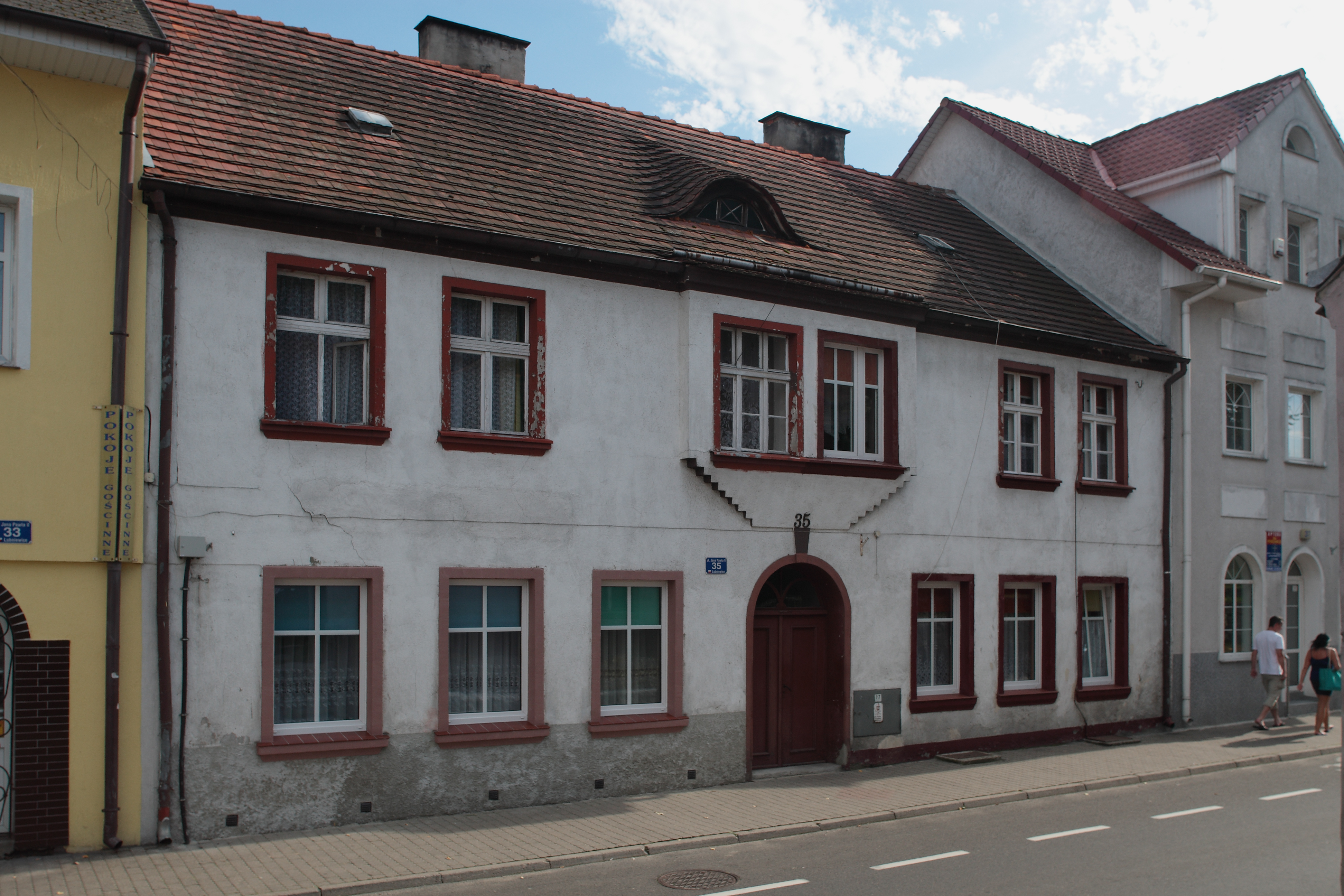
Altes Wohnhaus

Die Ortsgründung hängt vermutlich mit einer spätestens im 13. Jahrhundert vorhandenen Burg zusammen. Erstmals urkundlich erwähnt wird Königswalde 1322; der Ortsname lässt vermuten, dass Königswalde ursprünglich von Deutschen gegründet worden war. Im Jahr 1352 wurde Henslyn oder Hans von Waldau, Reichserbmarschall Ludwig des Römers, mit der Stadt und dem Schloss Königswalde belehnt; später kamen noch zahlreiche weitere Güter in der Neumark hinzu.  Die Stadt nebst Zubehör befand sich anschließend mit kurzer Unterbrechung fünfhundert Jahre lang im Besitz der Familie Waldau.
Im 16. Jahrhundert erhielt Königswalde das Recht, Jahrmärkte abzuhalten, durfte aber keine Befestigungsanlagen errichten. 1612 wurde der Ort durch ein Feuer weitgehend zerstört. 1647 ist in überlieferten Dokumenten vom „Königswalder Rat“ die Rede. Bis zum Ende des 17. Jahrhunderts war Königswalde hauptsächlich von Deutschen bewohnt. Durch den Zuzug protestantischer Flüchtlinge aus Polen und Schlesien entstand 1708 vor den Toren von Königswalde die Neustadt. 1788 hatte Königswalde eine eigene Schule, und 1808 wurde Königswalde das Stadtrecht verliehen. Bis zum Beginn des 19. Jahrhunderts lebte die Stadt hauptsächlich vom Tuchmacherhandwerk. Mit der preußischen Verwaltungsreform von 1815 wurde Königswalde in den Kreis Sternberg, durch dessen spätere Teilung in den Kreis Oststernberg im Regierungsbezirk Frankfurt eingegliedert. Die sich im 19. Jahrhundert in Deutschland entwickelnde Industrie ließ auch in Königswalde neue Betriebe wie ein Alaunwerk und eine Seidenweberei entstehen.

Schlossbauten
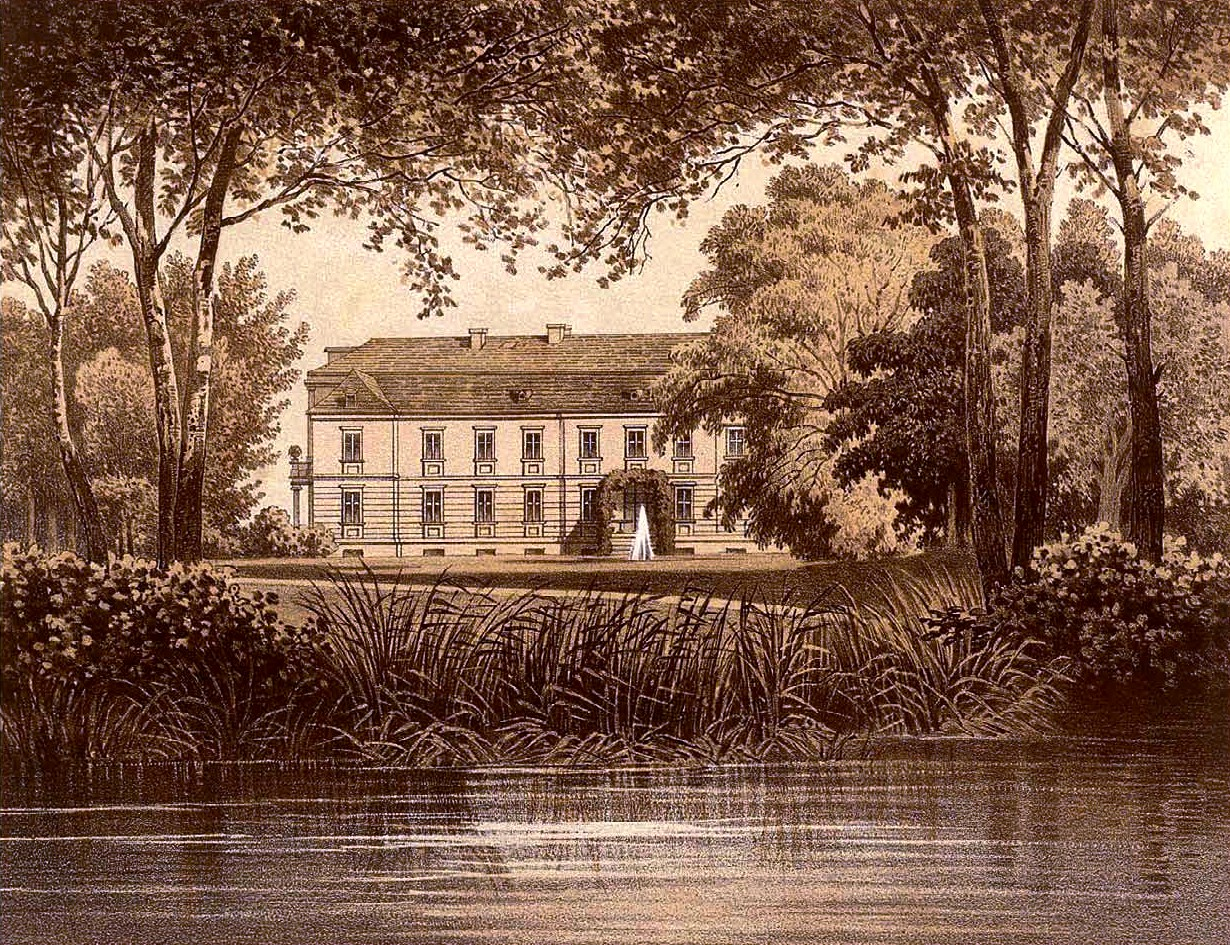
Schloss Königswalde um 1860, Sammlung Alexander Duncker
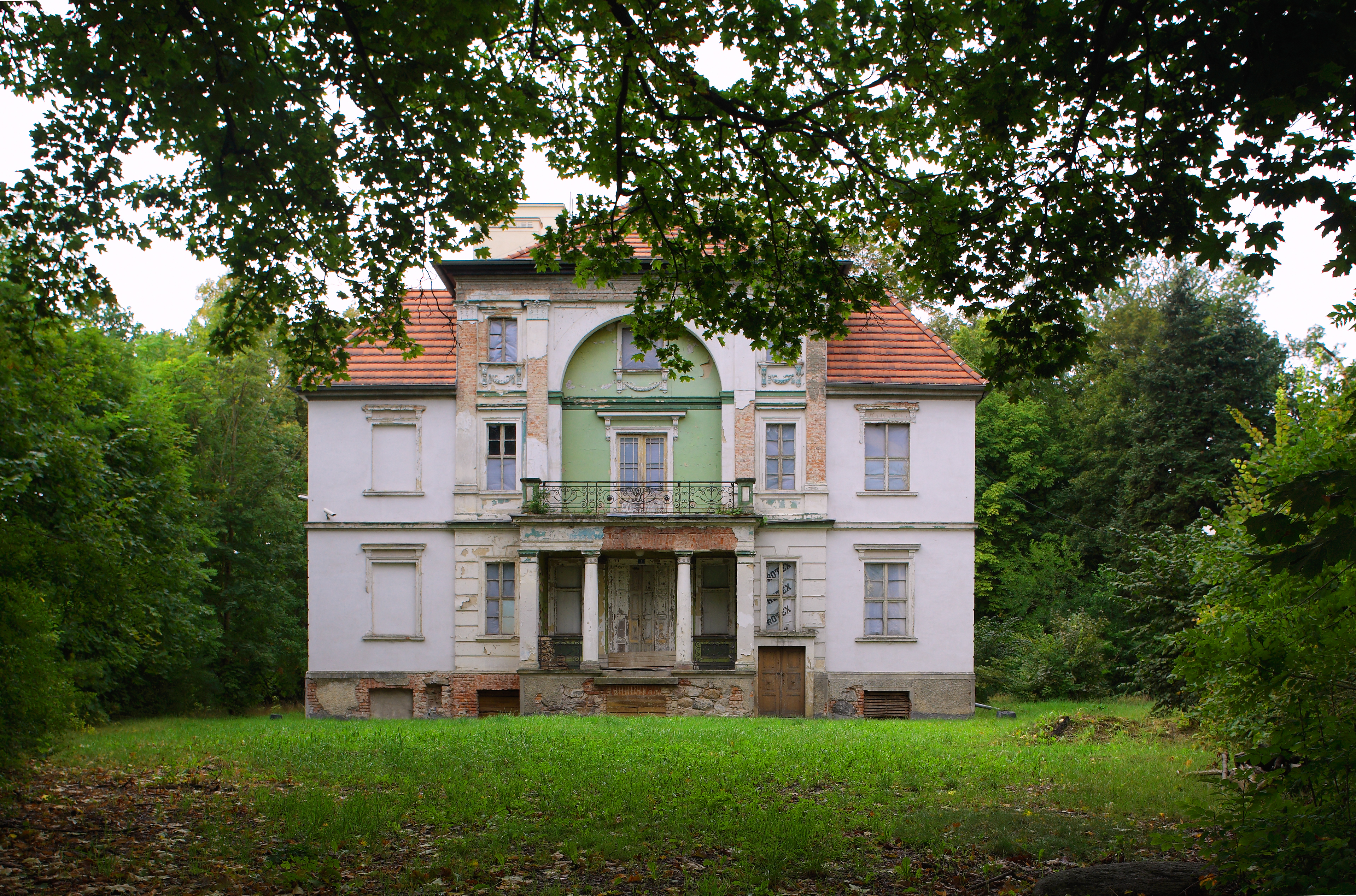
Altes Schloss (1793)
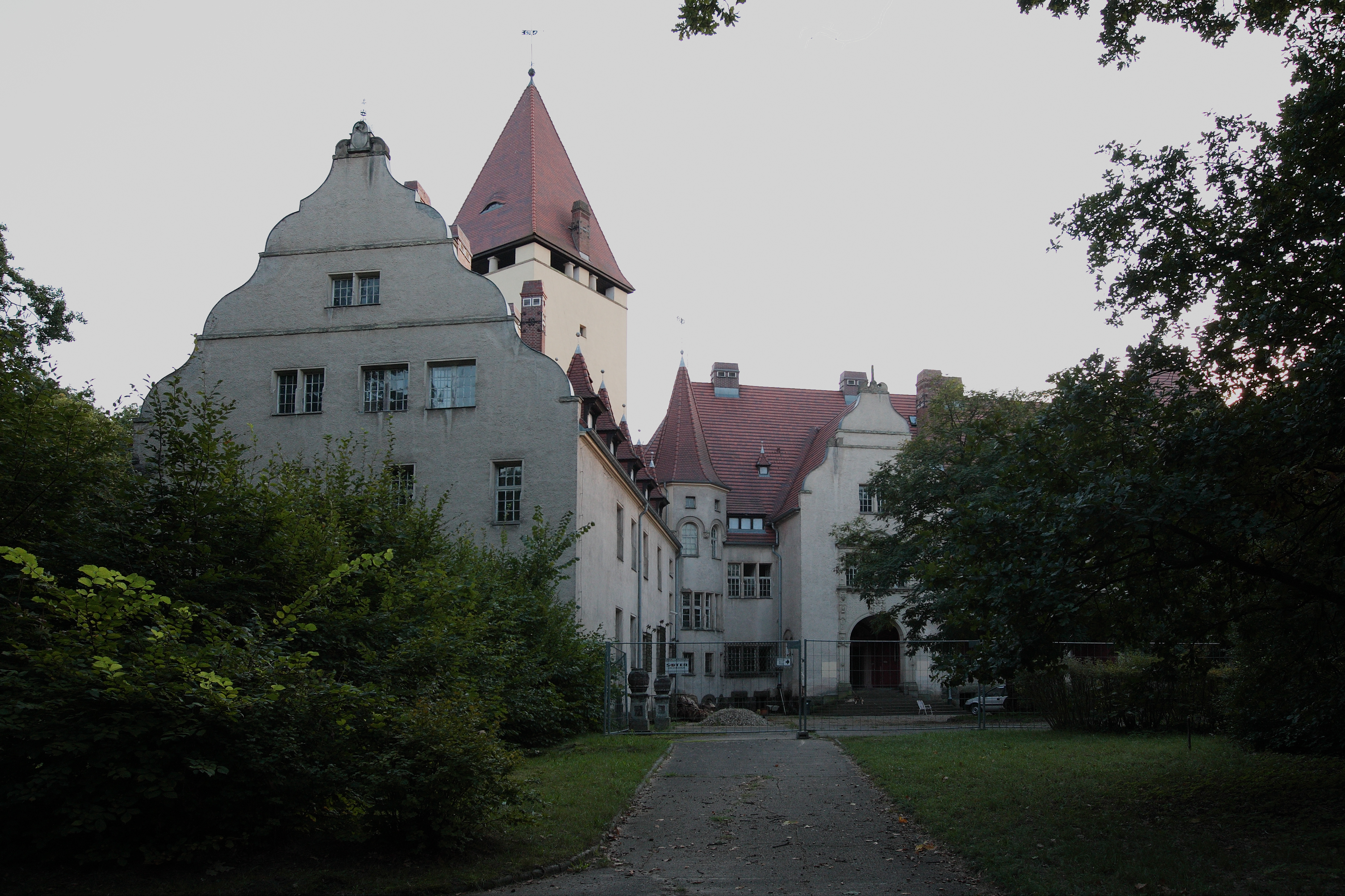
Neues Schloss (1909)

Zum Ende des 19. Jahrhunderts ließen sich auffallend viele Polen in Königswalde nieder und gründeten eine aktive katholische Gemeinde. Laut Meyers Lexikon hatte Königswalde im Jahr 1885 jedoch 1689 noch „meist evangelische Einwohner“. 1912 erhielt die Stadt Anschluss an die Bahnlinie Landsberg – Zielenzig. Bis zum Jahre 1939 war die Einwohnerzahl auf 1431 gesunken, zu Königswalde gehörten die Ortsteile Bergkolonie, Bergvorwerk, Hohentannen, Zschenze.
Nach Ende des Zweiten Weltkriegs wurde Königswalde 1945 unter polnische Verwaltung gestellt. Es siedelten sich polnische  Migranten an, die zum Teil aus von Polen nach dem Ersten Weltkrieg eroberten  Gebieten östlich der Curzon-Linie kamen.  Die deutsche Stadt wurde danach in Lubniewice umbenannt.
Die gesamte deutsche Bevölkerung wurde anschließend von der örtlichen polnischen Verwaltungsbehörde vertrieben und durch Polen ersetzt.

### Demographie
| Jahr | Einwohner | Anmerkungen                                                                         |
| ---- | --------- | ----------------------------------------------------------------------------------- |
| 1719 | –         | 407 männliche Einwohner, in 105 Häusern (außerdem zwanzig wüste Hausstellen)        |
| 1750 | 850       | in 144 Häusern, überwiegend mit Ziegeldach                                          |
| 1785 | 941       | darunter 54 Tuchmachermeister                                                       |
| 1801 | 1040      | in 148 Häusern, davon 76 mit Ziegel-, 68 mit Stroh- und vier mit Schindeldach       |
| 1802 | 1034      | [ 4 ]                                                                               |
| 1810 | 837       | [ 4 ]                                                                               |
| 1816 | 935       | davon 896 Evangelische, 28 Katholiken und elf Juden                                 |
| 1821 | 946       | in 149 Häusern                                                                      |
| 1840 | 1239      | in 157 Häusern                                                                      |
| 1855 | 1380      | meist Evangelische, darunter 39 Katholiken und 23 Juden                             |
| 1864 | 1559      | in 168 Häusern                                                                      |
| 1867 | 1617      | am 3. Dezember                                                                      |
| 1871 | 1564      | am 1. Dezember, in 178 Häusern, davon 1451 Evangelische, 98 Katholiken und 15 Juden |
| 1900 | 1440      | meist evangelische Einwohner                                                        |
| 1910 | 1314      | am 1. Dezember, auf einer Gemarkungsfläche von 1003 ha                              |
| 1933 | 1432      | [ 11 ]                                                                              |
| 1939 | 1344      | [ 11 ]                                                                              |

| 2004 | 2015 | 2019 |
| ---- | ---- | ---- |
| 1924 | 2069 | 2018 |

## Gemeinde
Zur Stadt-und-Land-Gemeinde (gmina miejsko-wiejska) Lubniewice gehören die Stadt selbst und drei Dörfer mit Schulzenämtern sowie kleinere Ortschaften.

## Sehenswürdigkeiten
- Im Stadtzentrum befindet sich die bis 1945 evangelisch, jetzt römisch-katholische gotische Kirche Unserer Lieben Frau vom Rosenkranz aus dem 15. Jahrhundert mit einem neogotischen Turm aus dem Jahr 1882. Die Ausstattung der Kirche stammt dem 17. Jahrhundert und dem 18. Jahrhundert.
- Am Lubiążsee liegen das Alte Schloss, ursprünglich 1793 erbaut, im neoklassizistischen Stil 1846 umgebaut, und das Neue Schloss, erbaut von 1909 bis 1911 im Stil der Neorenaissance.
- Park Miłości, Park der Liebe

## Tourismus
Dank seiner günstigen landschaftlichen Lage ist der Ort touristisch erschlossen. Es gibt Hotels, Ferienhäuser und Ferienwohnungen sowie einen Campingplatz. Auf den Seen können Segelsport und Surfen betrieben werden; in der Umgebung sind Reittouristik und Wandern auf 100 Kilometern markierten Wegen möglich.

## Persönlichkeiten
- Eduard Petzold (1815–1891), Landschaftsgärtner
- Ernst Urban (1838–1923), Verleger
- Karl von Waldow und Reitzenstein (1858–1945), Reichstagsabgeordneter
- Busso von Alvensleben (1928–2009), Brigadegeneral der Bundeswehr
- Peter Letzgus (* 1941), Politiker der CDU.